# Susan Duerden
Susan Duerden (* 7. Oktober 1978 in Kensington, London) ist eine britische Filmschauspielerin und Hörbuchsprecherin.

## Werdegang
Duerdens Karriere als Schauspielerin begann 1997 mit dem Kinofilm Mr. Right... zur falschen Zeit. Bekannt wurde sie mit der Rolle der Carole Littleton in der Fernsehserie Lost. Sie lebt in Los Angeles.

## Filmografie (Auswahl)

### Filme
- 1997: Mr. Right... zur falschen Zeit
- 2005: Lovewrecked – Liebe über Bord
- 2005: Supervulkan (Fernsehfilm)
- 2006: Flutsch und weg
- 2009: Lost: The Story of the Oceanic 6 (Fernsehfilm)
- 2009: Double Duty
- 2010:  Lost: The Final Season - Beginning of the End (Fernsehfilm)
- 2016: Ava’s Impossible Things
- 2017: Forget about Nick

### Serien
- 1999–2001: Emmerdale Farm (55 Folgen)
- 2001–2003: The Vice (5 Folgen)
- 2008–2009: Lost (3 Folgen)
- 2015: Navy CIS (Staffel 13, Folge „Donnie und Nicholas“)
- 2016–2016: Zeit der Sehnsucht (8 Folgen)